# Amon (bóg egipski)
Amon (egip. Imn – ukryty; również Amon-Ra/Re, Amoun, Amun, Amen; rzadziej Imen, Ammon, Hammon), utożsamiany z Ra/Re – egipski bóg, sprawca niewidzialnego wiatru, urodzaju, płodności. Był uosobieniem niewidzialnych życiodajnych elementów natury: powietrza i wiatru. Powodował, że plony były obfite, zwierzęta się mnożyły, a kobiety rodziły dzieci.
Wraz ze swoją małżonką Mut oraz synem Chonsu – bogiem-księżycem – stanowili w Karnaku tebańską triadę. Jego żeńskim odpowiednikiem była Amaunet. Natomiast jako Amon-Kematef wchodził w skład Ogdoady, której kult trwał w Hermopolis Magna.
Grecy identyfikowali go ze swoim władcą bogów – Zeusem.

## Wizerunek Amona
| i | mn · n | C12 |

| i | mn · n | C12 |

| i | mn · S3 | A40 |

| i | mn · S3 | A40 |

Przedstawiany jako król w koronie z dwoma wysokimi piórami (jako Amon-Ra), człowiek z głową barana o zakrzywionych rogach, pod postacią gęsi, a także węża, niekiedy w formie bezosobowej, jako obelisk.

## Historia kultu Amona
Imię Amona po raz pierwszy pojawia się w Tekstach Piramid z okresu Starego Państwa. Występuje tam wraz z imieniem małżonki – Amaunet, a także w związkach z imieniem Mina oraz Ha – boga pustyni zachodniej.
Od XXII wieku p.n.e. rozpowszechniony w Tebach. Początkowo lokalne bóstwo Teb. Za czasów XI dynastii, gdy lokalni władcy nabrali znaczenia, a stolica Egiptu została przeniesiona do Teb, stał się głównym bogiem Egiptu. W czasach Nowego Państwa osiągnął rangę boga narodowego, a po połączeniu z kultem boga Re, stał się Amonem-Re. Pozycję Amona tymczasowo przyćmiła decyzja faraona Echnatona o przeniesieniu stolicy do Achetaton (dzisiejsze Tell el-Amarna) i uznaniu Atona jedynym bogiem. Niemniej już jego następca, Tutanchamon, zadecydował o powrocie do religijnej doktryny Teb – także zachwiana władza i wpływy kapłanów Amona zostały na nowo przez nich odzyskane. Za czasów XXV dynastii nastąpiło odrodzenie kultu Amona, a to za sprawą dojścia do władzy Kuszytów, wywodzących się z Nubii, którzy za prawdziwy dom Amona uznawali święte miejsce w Gebel Barkal w północnym Sudanie (czyli Nubii). Pozycję Amona zachwiało dopiero zniszczenie Teb przez Asyryjczyków w 663 r. p.n.e. Od tego momentu w historii jego miejsce pośród panteonu bogów zaczął przejmować Ozyrys.

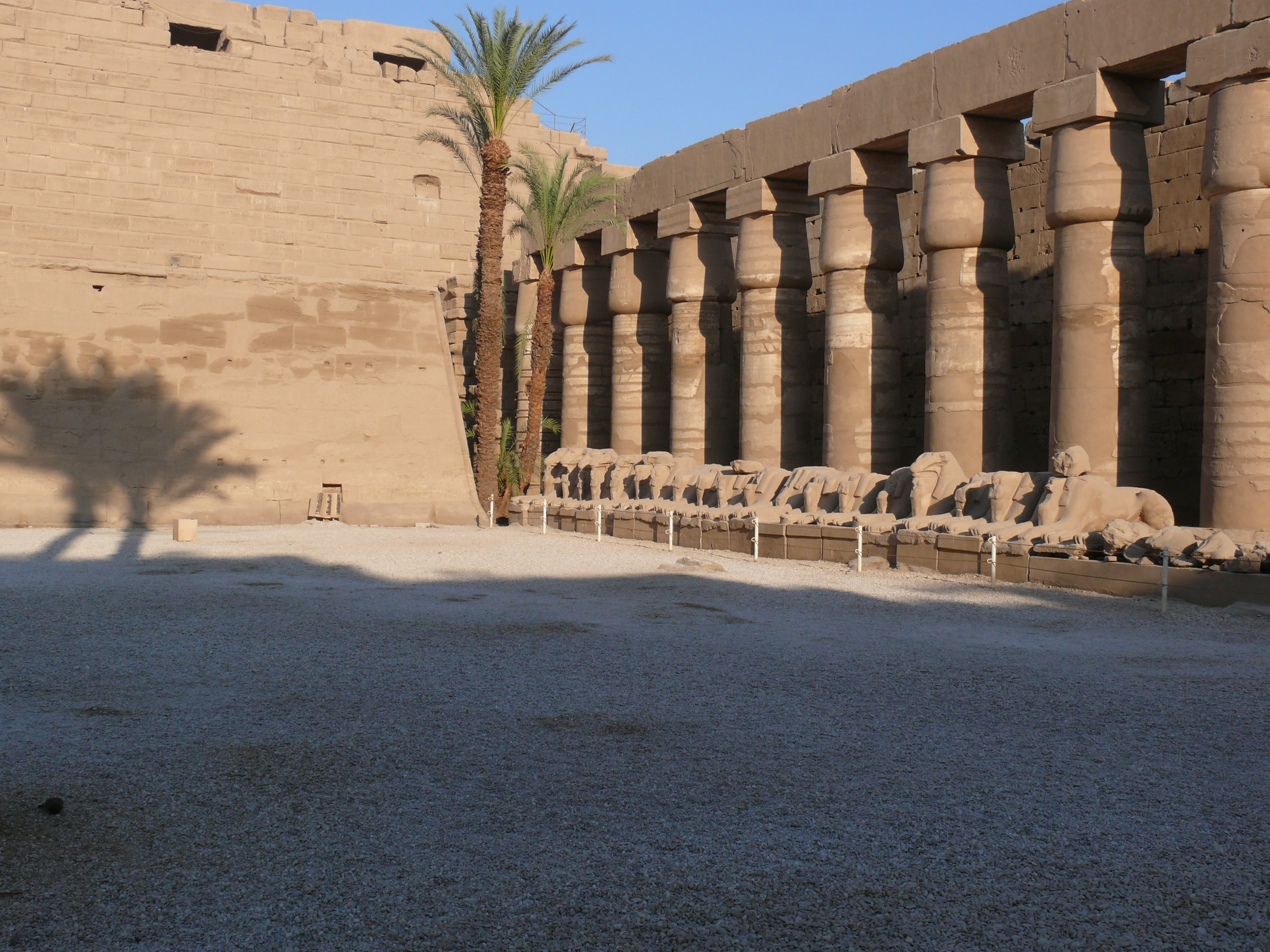
Fasada Wielkiej Świątyni Amona w Karnaku
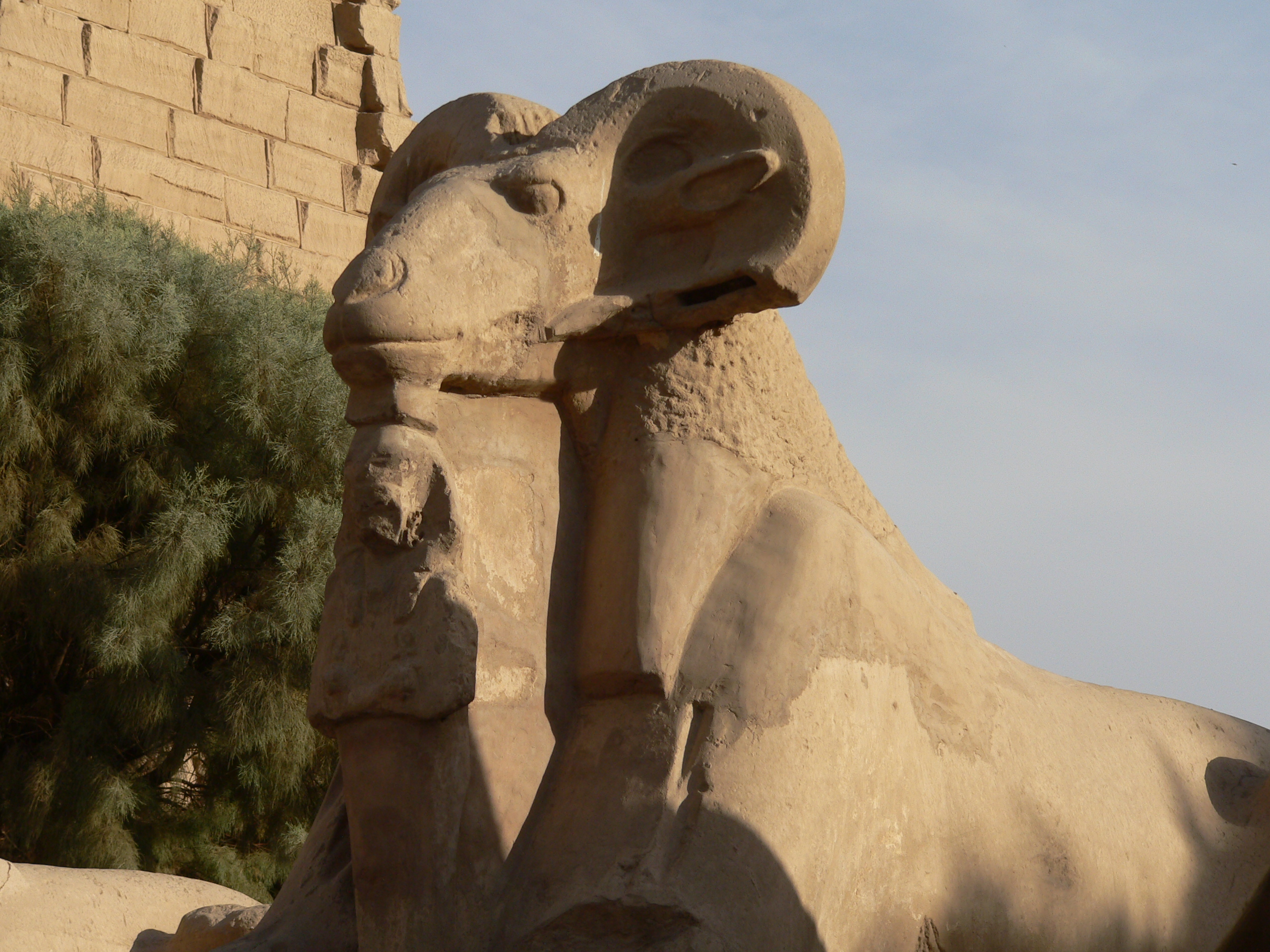
Baran – jedna z reprezentacji Amona, świątynia Amona w Karnaku
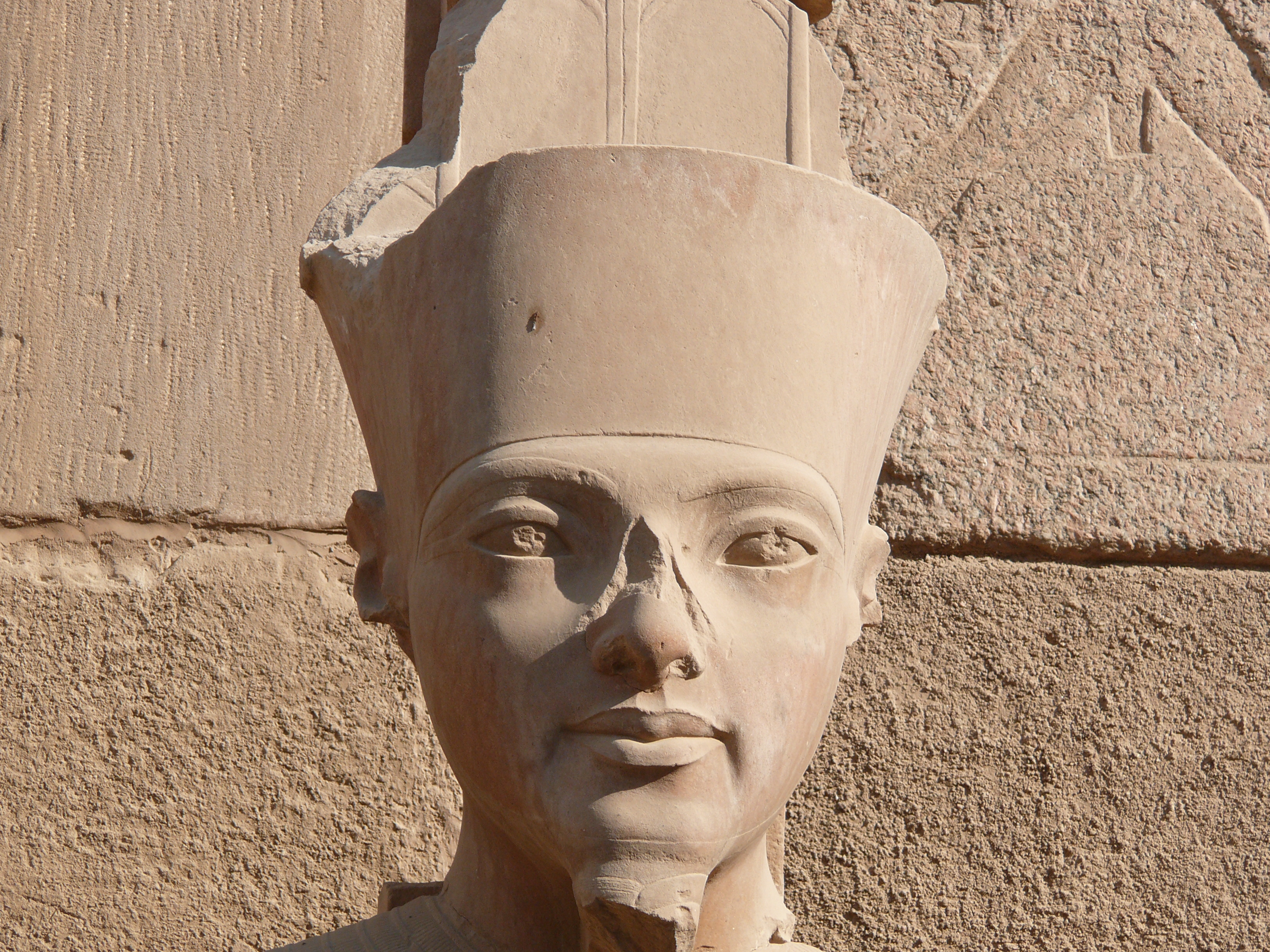
Posąg Amona, świątynia Amona w Karnaku
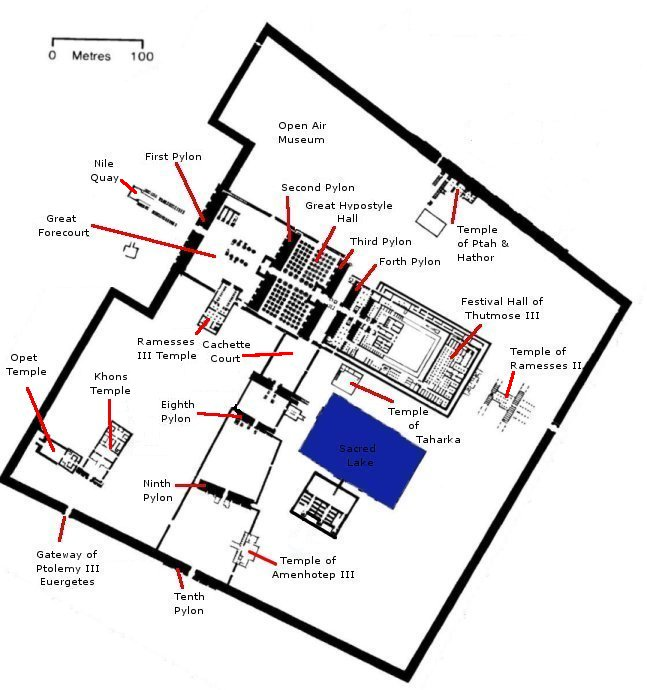
Plan świątyni Amona w Karnaku (opisy angielskie)
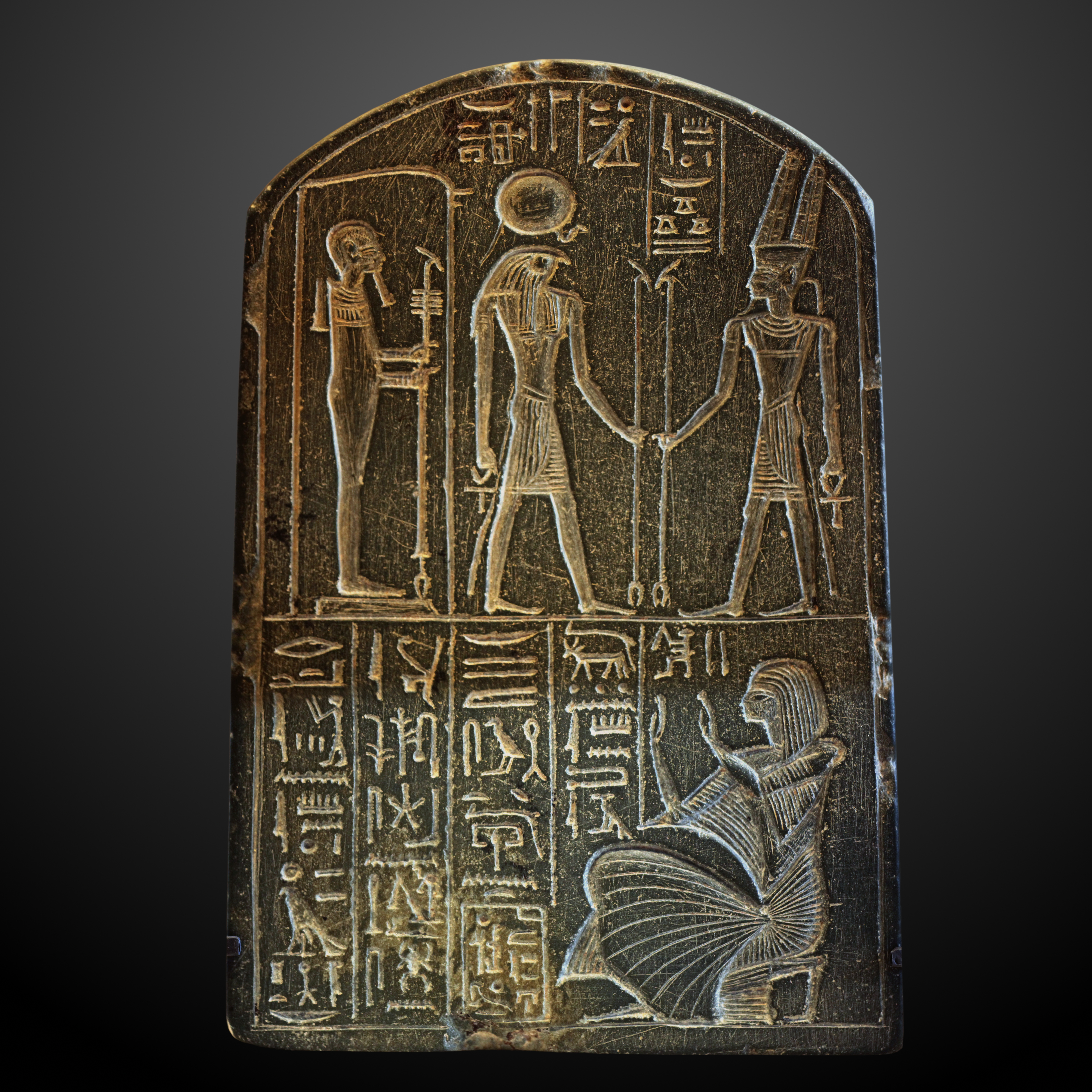
Bogowie Ptah, Re-Horachte oraz Amon (po prawej) – stela z grobowca Ramzesa II

## Kapłani Amona
Od XXII w. p.n.e. kult Amona w nomie tebańskim, z głównym ośrodkiem w Karnaku, rozrastał się. To właśnie tu, w Karnaku, powstał jeden z największych kompleksów architektury starożytnej – Wielka Świątynia Amona.
Ze względu na rangę Amona pośród innych bogów egipskich kapłani Amona zajmowali najważniejsze stanowiska w państwie. W okresie późniejszym sam faraon był najwyższym kapłanem Amona, a jego żona była przełożoną kapłanek. Same kapłanki wywodziły się z rodziny królewskiej.
Zatrzymanie podczas publicznych procesji posągu Amona niesionego w barce oznaczało podjęcie ważnej decyzji. Decyzja ta oznajmiana była przez kapłanów. W taki właśnie sposób został wyznaczony na nowego władcę Totmes III.

## Amon-Re
| i | mn · n | ra · Z1 | C1 |

| i | mn · n | ra · Z1 | C1 |

Wizerunek Amona-Ra w formie charakterystycznej dla czasów po okresie rządów Echnatona. Niebieski kolor skóry bóstwa symbolizował jego związek z powietrzem oraz aktem stworzenia świata.

Ubóstwione Słońce, stwórca świata i pan ładu we wszechświecie, władca bogów, ludzi i państwa zmarłych. W czasach Nowego Państwa (XVI–XI wiek p.n.e.) Amon stał się głównym bogiem państwowym. Jego kult został połączony przez kapłanów Heliopolis z kultem Re (boga Słońca) i tak narodził się Amon-Re. Dzięki temu kult Amona został jeszcze bardziej wzmocniony. Kult Amona-Re został „rozerwany” dopiero za panowania XXV dynastii kuszyckiej.